# Лузан, Елизавета
Елизавета Лузан (азерб. Yelizaveta Luzan; род. 2003) — азербайджанская гимнастка, победительница летних юношеских Олимпийских игр 2018 в составе смешанной команды, победитель и бронзовый призёр чемпионата Европы 2023 года, бронзовый призёр чемпионата мира 2022 года, серебряный и двукратный бронзовый призёр чемпионата Европы 2020 года, трёхкратный бронзовый призёр чемпионата Европы 2022 года, двукратная победительница и серебряная призёрка V Игр исламской солидарности, представляла Азербайджан на летних Олимпийских играх 2020 года и летних Олимпийских играх 2024 года.

## Карьера
Елизавета Лузан родилась 14 марта 2003 года на Украине. Художественной гимнастикой занимается с восьми лет.
В 2014 году переехала из Украины в Азербайджан в связи с семейными обстоятельствами.
С 2019 года выступает за Азербайджан на взрослом уровне.
Член национальной сборной Азербайджана по художественной гимнастике.
Мастер спорта.
Тренерами являются Василева Сияна, Гаратова Жаля.
На кубке мира по художественной гимнастике в Портимао (Португалия) завоевала бронзовую медаль (многоборье).
Чемпионка Азербайджана по художественной гимнастике 2014 года (многоборье).
Победитель чемпионата Баку по художественной гимнастике 2014 года (многоборье).
Серебряный призёр чемпионата Азербайджана по художественной гимнастике 2015 года (многоборье).
На чемпионате Баку по художественной гимнастике 2016 года заняла второе место (многоборье).
На Летних юношеских Олимпийских играх 2018 года завоевала золотую медаль в смешанных командных соревнованиях.
В 2019 году на международном турнире в Варне (Болгария) заняла 1 место (мяч, лента), и 3-е место (многоборье, булавы).
На чемпионате Европы по художественной гимнастике 2020 года завоевала серебряную медаль (многоборье), третье место в командном зачёте (3 обруча/2 пары булав).
На кубке мира по художественной гимнастике 2021 в Баку заняла третье место (5 мячей).
На кубке мира по художественной гимнастике 2021 в Софии (Болгария) заняла 2 место (многоборье), 3-е место (3 обруча и 2 пары булав).
На чемпионате мира по художественной гимнастике 2022 завоевала бронзовую медаль (3 ленты и 2 мяча).
На V Играх исламской солидарности завоевала золотую медаль (многоборье, 3 ленты и 2 мяча), и серебряную медаль (5 обручей).
На чемпионате Европы по художественной гимнастике 2022 завоевала бронзовую медаль (многоборье, 5 обручей, 3 ленты и 2 мяча).
На кубке мира по художественной гимнастике 2022 в Памплоне (Испания) завоевала третье место (многоборье, 3 ленты и 2 мяча).
На кубке мира по художественной гимнастике 2022 в Баку заняла 1 место (5 обручей) и 2-е место (многоборье).
На чемпионате Европы по художественной гимнастике 2023 завоевала золотую медаль (3 ленты и 2 мяча) и бронзовую медаль (многоборье). Это стало первой золотой медалью Азербайджана на чемпионатах Европы по художественной гимнастике в групповых упражнениях.
В 2023 году на 34-м Гран-при по художественной гимнастике прошедшем в Тье (Франция) заняла 2 место (3 ленты и 2 мяча), и 3 место (5 обручей).
31 марта 2024 года на 35-м Гран-при по художественной гимнастике, в Тье (Франция) завоевала золотые медали в выполнении упражнений с 5 обручами.
В апреле 2024 года завоевала золотые медали в упражнениях с 5 обручами, 3 лентами и 2 мячами на международном турнире «Tallinn Open 2024» (Таллин, Эстония).
В апреле 2024 года Лузан в составе команды Азербайджана взяла бронзу в многоборье (пять обручей и три ленты + два мяча) и в упражнении с пятью обручами на Кубке мира по художественной гимнастике в Баку. В мае этого же года Лузан в составе команды Азербайджана взяла бронзу в многоборье и в упражнении с тремя лентами и двумя мячами на Кубке Европы в Баку.
В мае 2024 года, заняв 4 место на чемпионате Европы по художественной гимнастике в групповых упражнениях, выиграла лицензию на олимпийские игры 2024.
В июле 2024 года на международном турнире в Сарагосе (Испания) в составе команды Азербайджана заняла первое место в соревнованиях по многоборью, серебряную медаль в соревнованиях с 5 обручами в выступлениях с разными предметами, и серебряную медаль в упражнениях с тремя лентами и двумя мячами.

## Государственные награды
- Медаль «15–летие Министерства оборонной промышленности Азербайджанской Республики (2005-2020)»[18]
- Медаль «100-летие Пограничной охраны Азербайджана (1919-2019)»[19]